# 鲁道夫·普里克利尔
鲁道夫·普里克利尔（Rudolf Prikryl，1896年3月21日—1965年6月13日），奧地利人，西班牙内战期间，他曾加入国际纵队，与國民軍交战，曾负过伤。二战末期，普里克利尔回到了维也纳，好像被一名曾和他在西班牙并肩作战过的苏军军官认了出来。这次偶遇之后，普里克利尔便被任命为维也纳市长。普里克利尔是维也纳史上唯一一位共产党人市长，但奥地利共产党从未承认他是該党党员。不過他只在1945年4月13至16日期间担任维也纳临时市长，常被人称作“三日市长”（Drei-Tage-Bürgermeister）。在他当市长的那三天里，他没有做出过实际的決策。后来，普里克利尔开办了一家管道公司，但公司后来破产了。